# Bismarckkungsfiskare
Bismarckkungsfiskare (Ceyx websteri) är en hotad fågel i familjen kungsfiskare inom ordningen praktfåglar. Den återfinns endast i Bismarckarkipelagen tillhörande Papua Nya Guinea.

## Utseende
Bismarckkungsfiskaren är en medelstor (22 cm) kungsfiskare med grönblått på ovansidan som sträcker sig ner på den ljust beigefärgade undersidan som ett brutet halsband. Tre liknande men mindre arter förekommer i samma utbredningsområde. Kungsfiskaren är grönare ovan, saknar halsbandet och undersidan är djupare orangefärgad. Småkungsfiskaren är purpurblå ovan och mycket liten. Slutligen är de lokala arterna i komplexet kring Ceyx lepidus mer purpurfärgade ovan, mer orange under och har också inslag av rött i näbben.

## Utbredning och systematik
Fågeln återfinns i låglandsområden i Bismarckarkipelagen. Den behandlas som monotypisk, det vill säga att den inte delas in i några underarter.

## Status och hot
Bismarckkungsfiskare har en liten världspopulation bestående av uppskattningsvis endast 2 500–10 000 vuxna individer. Den tros också minska i antal till följd av habitatförlust. Den är därför upptagen på internationella naturvårdsunionen IUCN:s röda lista över hotade arter, kategoriserad som sårbar (VU).

## Namn
Fågelns vetenskapliga artnamn hedrar Herbert Cayley Webster, en engelsk upptäcktsresande på New Guinea.